# Mount Buller (Victoria)
Mount Buller ist ein Berg- und Skigebiet in den Snowy Mountains, Australien. Es gibt auch ein Feriendorf am Mount Buller.

## Wanderungen
Der Gipfel des Mount Buller (1805 m) kann mit dem Auto angefahren werden, lediglich die letzten 500 Meter müssen erwandert werden. Der Berg kann auch vom Delatite River aus erstiegen werden, wenn dem Kingsporn Walking Track gefolgt wird. Dieser Weg wurde von Viehtreibern genutzt, wenn sie ihre Tiere in den Sommermonaten in höhere Lagen trieben. Der Weg beginnt in Merimbah, ist 8 km lang und gut markiert.
Ein anderer Weg, der Thank Christ Corner, führt über die Bergschulter und den Mclaughlin-Weg zum Gipfel. Dieser Weg bietet eine gute Aussicht auf den Feuerwachtturm auf dem Gipfel und auf einzelne Felsen, die passiert werden müssen. Der Turm ist in den Sommermonaten mit einer Brandwache besetzt.

## Wintersport
Am Mount Buller gibt es Ski- und Snowboard-Vermietung, Skischulen und Pistenkontrollen. Das Skigebiet umfasst 180 Hektar. Die längste Abfahrtsstrecke ist 2,5 Kilometer lang. Auf dem Gebiet befinden sich 25 Lifte, die bis zu 40.000 Personen pro Stunde befördern können.
Im Feriendorf Mount Buller gibt es Appartements und Hotels mit 7.000 Betten und in der nahe gelegenen Ortschaft Mansfield weitere 2.300 Betten. Mount Buller Village hat ein Postamt, eine Bank und Einkaufsmöglichkeiten sowie auch eine medizinische Notfallversorgung.